# Ilimanaq

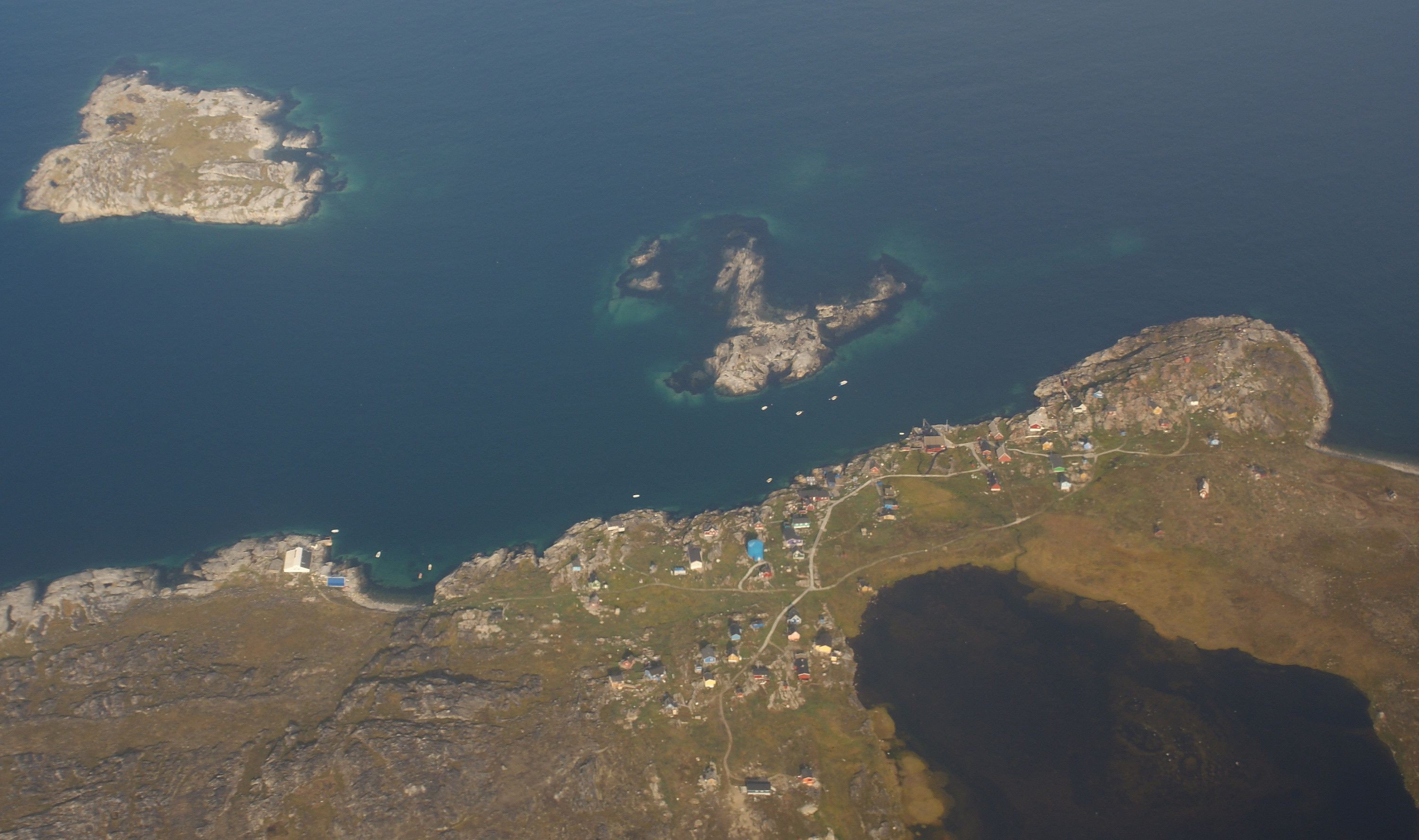
Vista aérea de Ilimanaq

Ilimanaq (anteriormente: Claushavn) é um assentamento no município de Avannaata, oeste da Gronelândia. O significado do nome atual da vila em gronelandês é "Local das expectativas". Em 2010 tinha 84 habitantes.

## Geografia
O assentamento está localizado na costa ocidental da Gronelândia, na Baía de Disko, a sul do Fiorde de Ilulissat (em groenlandês/gronelandês:  Ilulissat Kangerlua).

## Transporte

### Aéreo
A Air Greenland serve o assentamento somente no inverno com voos de helicópteros do Heliporto de Ilimanaq para o Aeroporto de Ilulissat.

### Terrestre
Durante o inverno, a próxima cidade Qasigiannguit pode ser alcançada a pé ou de trenó.

### Marítimo
Durante o verão e o outono, quando as águas da Baía de Disko são navegáveis, o transporte e comunicação entre assentamentos é feito somente pelo mar, servida pela Diskoline. São feitas viagens de ferry de Ilimanaq para Ilulissat, de onde outra viagens de ferry estão disponíveis para Oqaatsut, Qeqertaq, Saqqaq, Qeqertarsuaq e outras localidades do Arquipélago de Aasiaat.

## População
A população de Ilimanaq manteve-se estável durante as duas últimas décadas.